# Asparagmia
Asparagmia é um gênero de mariposa pertencente à família Crambidae.